# Desmognathus imitator
Desmognathus imitator (tên tiếng Anh: Imitator Salamander) là một loài kỳ giông thuộc họ Plethodontidae.
Đây là loài đặc hữu của Bắc Mỹ.
Môi trường sống tự nhiên của chúng là rừng ôn đới, sông ngòi, sông có nước theo mùa, suối nước ngọt, và vùng nhiều đá.